# گوسنبرگ
گوسنبرگ (به آلمانی: Gössenberg) یک منطقهٔ مسکونی در اتریش است که در Expositur Gröbming واقع شده‌است. گوسنبرگ ۳۱٫۹۱ کیلومتر مربع مساحت دارد ۹۵۰ متر بالاتر از سطح دریا واقع شده‌است.